# Orthonotomyrmex
Orthonotomyrmex (лат.) — подрод муравьёв подсемейства формицины в составе рода Camponotus (Formicinae, Camponotini). Африка и южная Азия.

## Описание
Мелкие и среднего размера муравьи коричневого и чёрного цвета, крепкого телосложения. Кастовый диморфизм выражен. Голова крупных особей большая, шире своей длины, усеченная сзади, иногда с отчетливыми оцеллиями; более или менее округлая у малых рабочих. Наличник короткий, с закругленной передней долей, иногда с выемкой посередине. Мезосома рабочих массивная, с сильным вдавлением или выемкой впереди проподеума; (C. sericeus, C. mayri, C. selene), иногда мезосома более или менее округлая (C. wasmanni, C. dolfleini); переднеспинка обычно округлая, но у C. wasmanni плечи переднеспинки имеют двояковыпуклую форму, а у C. selene вся спина мезосомы килевидна, а плечи переднеспинки расширены в виде зубцов. Петиоль узловатый, заметно закругленный, грубо пунктированно-ямчатый. Кутикула матовая, часто в резкой пунктировке. Усики длинные, у самок и рабочих 12-члениковые. Жвалы рабочих с 6 зубцами. Нижнечелюстные щупики 6-члениковые, нижнегубные щупики состоят из 4 сегментов. Голени средних и задних ног с одной апикальной шпорой. Стебелёк между грудкой и брюшком состоит из одного сегмента (петиоль).

## Систематика
Включает более 10 видов. Orthonotomyrmex впервые выделен в качестве подрода в 1906 году американским энтомологом Уильямом Эшмидом (1855—1908) с типовым видом Formica sericea Fabricius, 1798.
Включён в состав рода Camponotus в качестве подрода.
- Camponotus cubangensis Forel, 1901 (Африка: Ангола)
- Camponotus fletcheri Donisthorpe, 1942 (Шри-Ланка)[10]
- Camponotus impressilabris Stitz, 1938 (Малайзия)[11]
- Camponotus lasiselene Wang & Wu, 1994 (Вьетнам, Китай, Непал, Таиланд)[12]
- Camponotus liogaster Santschi, 1932 (ЮАР)[13]
- Camponotus mayri Forel, 1879 (Африка)
- Camponotus mendax Forel, 1895 (Индия, Шри-Ланка)
- Camponotus mutilarius Emery, 1893 (Вьетнам, Индия, Мьянма, Непал, Таиланд)
- Camponotus opaciventris Mayr, 1879 (Афганистан, Индия, Непал, Шри-Ланка)
- Camponotus husseini Dietrich, 2004 (Египет, Иордания)[14][15]
- Camponotus pseudolendus Wu & Wang, 1989 (Китай)[16]
- Camponotus puniceps Donisthorpe, 1942 (Индия)[10]
- Camponotus sankisianus Forel, 1913 (Африка)
- Camponotus scabrinodis Arnold, 1924 (Африка)[17]
- Camponotus selene (Emery, 1889) (Индия, Китай, Мьянма, Непал)
- Camponotus sericeus (Fabricius, 1798) (Африка, Азия)
- Camponotus wasmanni Emery, 1893 (Бангладеш, Бутан, Индия, Таиланд)
- Camponotus yiningensis Wang & Wu, 1994 (Китай)[12]